# Calliaspis nimbata
Calliaspis nimbata is een keversoort uit de familie bladkevers (Chrysomelidae). De wetenschappelijke naam van de soort werd in 1834 gepubliceerd door Josef Anton Maximilian Perty.